# Španělská futsalová reprezentace
Španělská futsalová reprezentace reprezentuje Španělsko na mezinárodních turnajích, jako jsou mistrovství světa a mistrovství Evropy. Funguje pod záštitou asociace Real Federación Española de Fútbol (RLEF). Svůj první mezinárodní zápas odehrála v roce 1982. Sedmkrát získala titul mistra Evropy a dvakrát získala titul mistra světa.